# Tadao Ando

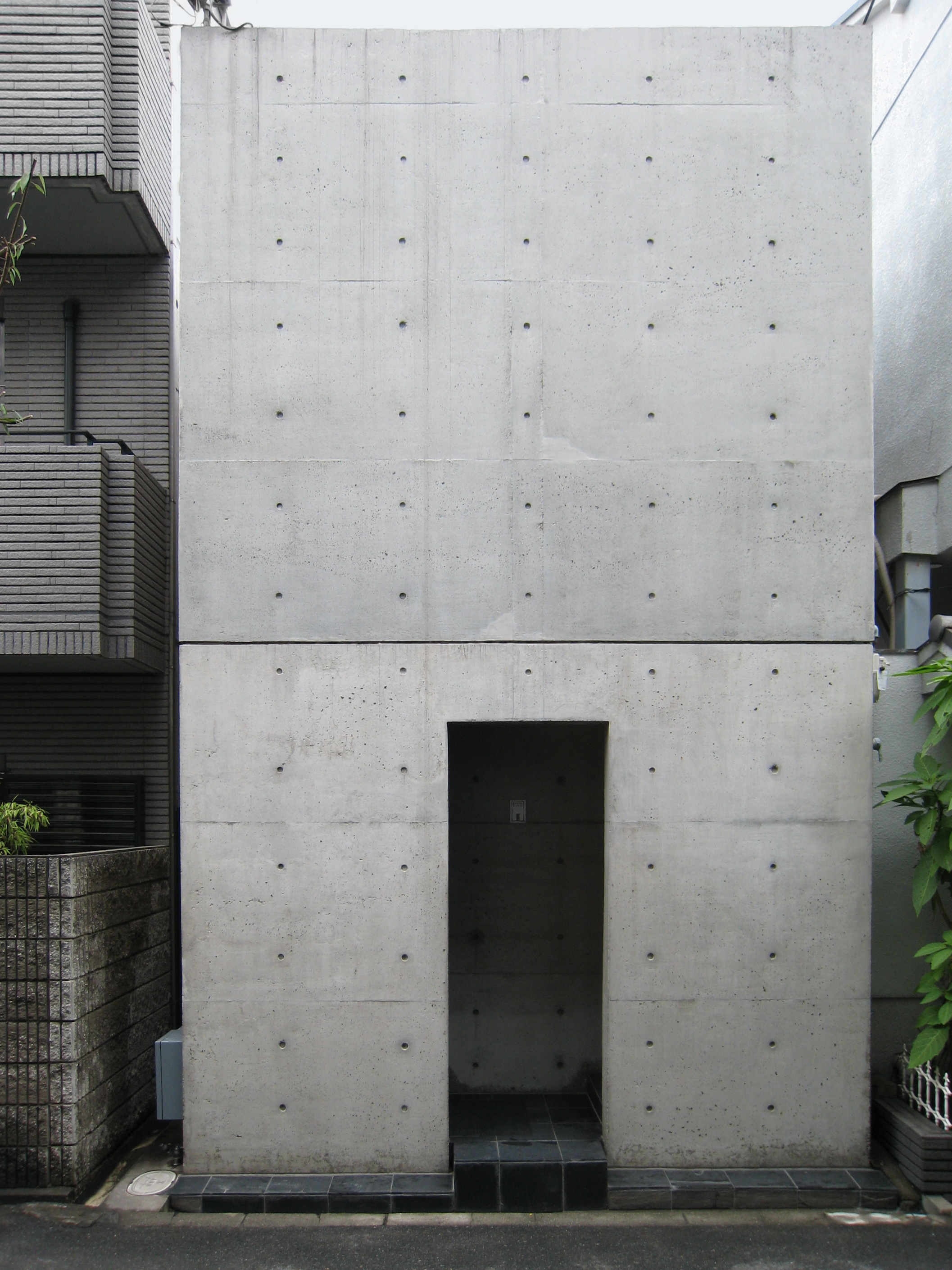
Azuma House (住吉の長屋), Osaka, 1976

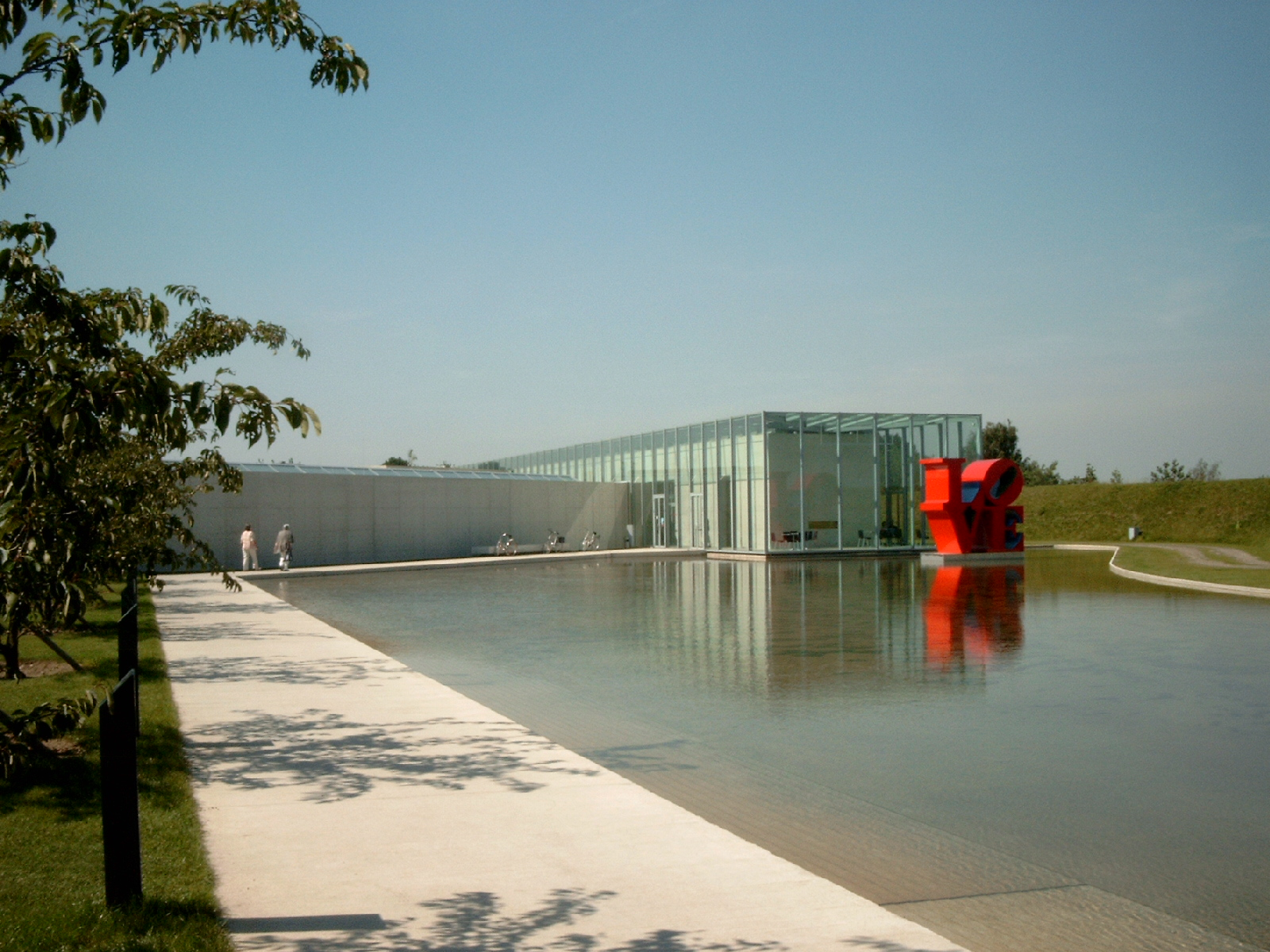
Langen Foundation, Museum Insel Hombroich

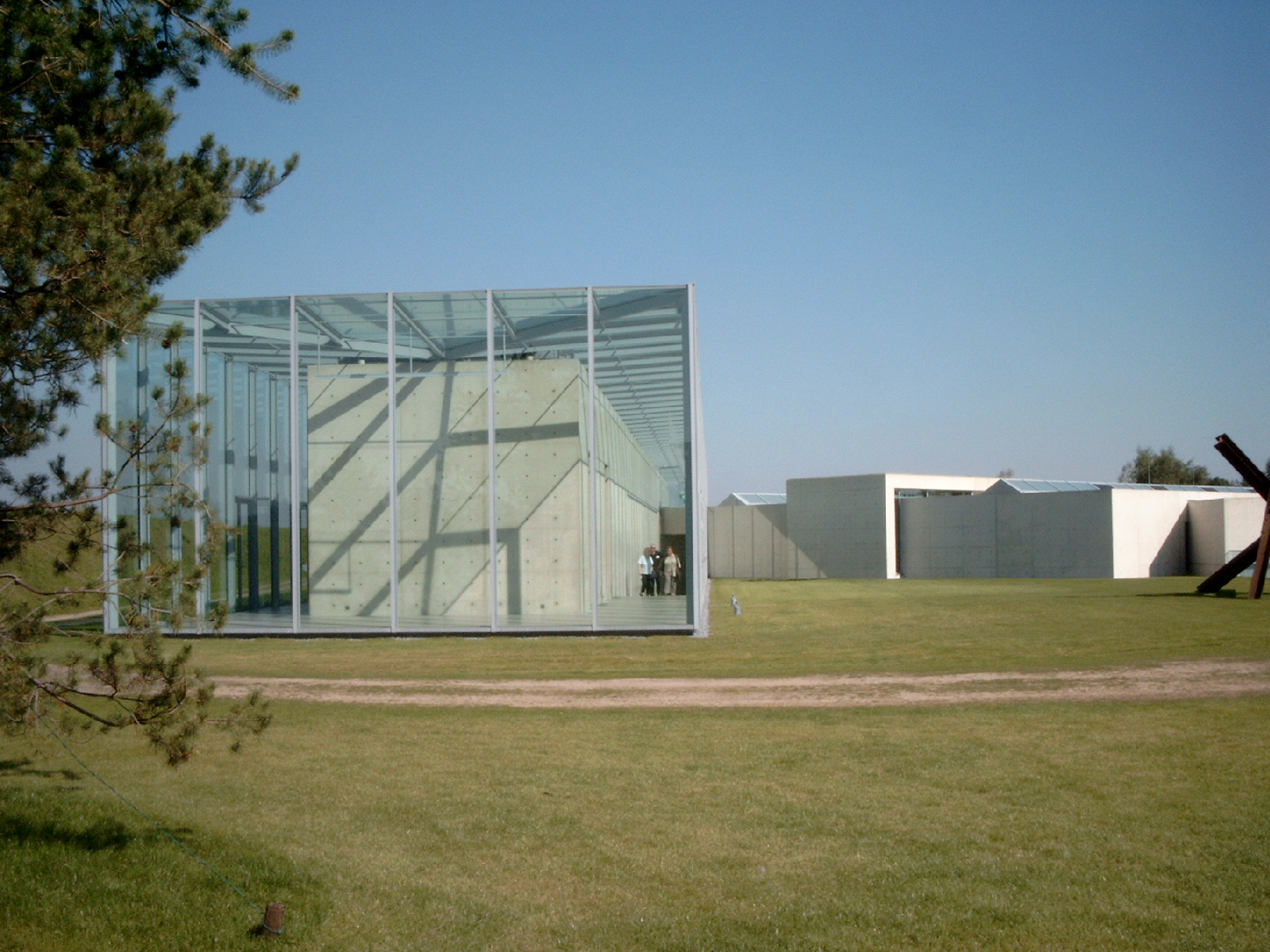
Langen Foundation, Museum Insel Hombroich

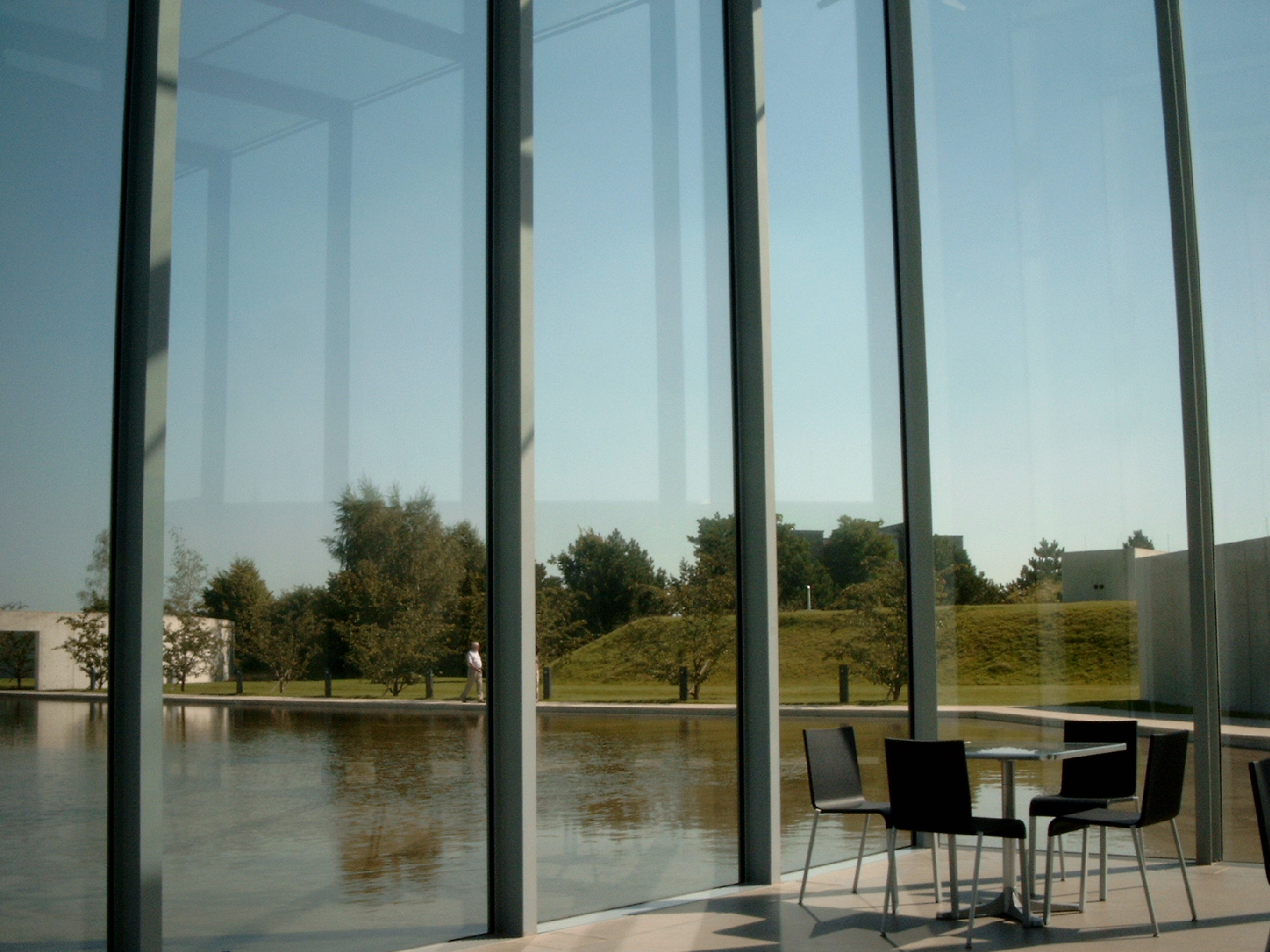
Uitzicht met stoel 0.3 Vitra van Maarten Van Severen

Tadao Ando (安藤忠雄 , Andō Tadao) (Osaka, 13 september 1941) is een Japanse architect.

## Biografie
Ando leerde als autodidact het vak bij een timmerman in de buurt waar hij woonde. Het traditionele Japanse vakmanschap paste hij toe bij de houten bekistingen waarin het beton wordt gestort. Op 15-jarige leeftijd maakte hij kennis met de architectuur door een boek over Le Corbusier te lezen. Ando was een self-made man en gewezen bokser. Met zijn schetsboek reisde hij de wereld rond om bekende bouwwerken te bestuderen, zoals deVilla Savoye van Le Corbusier in Poissy nabij Parijs en de 12e-eeuwse cisterciënzer abdijen van Sénanque, Le Thoronet en Silvacane in de Provence. Dat was zijn manier om zich in de architectuur te verdiepen.
Ando stichtte in 1969 zijn eigen architectenbureau Tadao Ando Architects & Associates.
Hij won in 1995 de prestigieuze Pritzker Architecture Prijs. Hij schonk het 100.000 dollar bedragende prijzengeld aan de weeskinderen van de aardbeving van Kobe in 1995. Ando werd in 2005 door de International Union of Architects UIA verkozen tot laureaat van de driejaarlijkse Gouden Medaille, de hoogste onderscheiding die een architect van zijn vakgenoten kan krijgen. Hij is tot nu de enige architect die vrijwel alle prestigieuze prijzen won: de Pritzker Prize, Carlsberg Architectural Prize, Praemium Imperiale, Royal Gold Medal, Médaille d'or de l'Académie française d'architecture en de Kyoto Prize.
Ando bouwde tot nu toe ongeveer 200 gebouwen, waarvan slechts enkele op het Europese vasteland. Zijn ontwerpen zijn duidelijk beïnvloed door de Japanse bouwtraditie, gekenmerkt door terrassen, glazen veranda's en mooie binnentuinen, maar dan vertaald in een hedendaagse vormgeving.

## Enkele ontwerpen

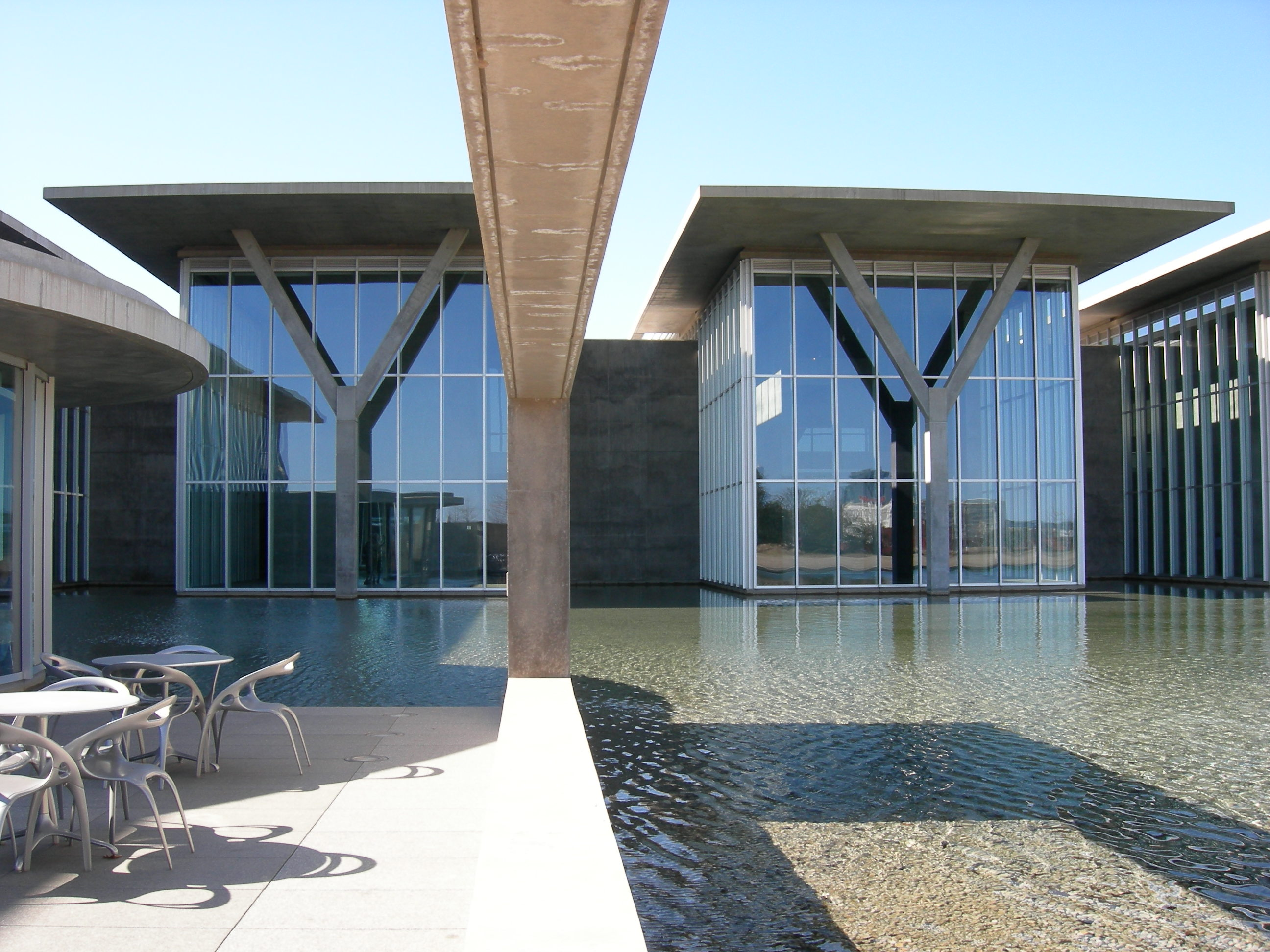
Modern Art Museum, Fort Worth

- Azuma huis, Osaka, 1976
- Kerk van het licht, Ibaraki, Osaka, 1989, met een kruis, gevormd door de openingen van betonblokken, als structureel element van de kerk
- Residentie Rokkô II, Hyôgo, 1993, appartementengebouw op een heuvel
- Naoshima, Kagawa, 1988-2004, verschillende musea en een hotel
- Modern Art Museum, Fort Worth, Texas, Verenigde Staten, 2002
- Centro Roberto-Garza-Sada, Monterrey, 2013
- Poly Grand Theater, Shanghai, 2017

Ando ontwierp in 2006 een museum aan het Palazzo Grassi in Venetië, in opdracht van François Pinault, de eigenaar van de Fnac, als zetel van de Fondation Pinault. Deze stichting huisvestte in 2009 haar verzameling hedendaagse kunst eveneens in een tweede Venetiaanse vestiging op Punta della Dogana, in het oude douanegebouw Dogana da Mar. Dit twee verdiepingen tellende gebouw uit de 17e eeuw werd door Tadao Ando ingericht, met een tentoonstellingsoppervlakte van 3000 m².
Hij maakte in 2008 plannen voor het scheepvaartmuseum van Abu Dhabi. Het ontwerp speelt in op de ligging aan zee waarbij de bezoeker het gevoel krijgt aan boord van een schip te zijn. De hal van het museum doet aan een immens aquarium denken.

## Langen Foundation bij het Museumpark Hombroich
Ando ontwierp en bouwde in 2004 bij het Museum Insel Hombroich te Neuss in Duitsland, een museum voor de Langen Foundation. De daarin ondergebrachte kunstcollectie, een legaat van de toen 90-jarige mevrouw Marianne Langen, omvat historische Japanse kunst, met schilderijen en kalligrafie op zijde en papier uit de 12e tot de 18e eeuw, en 20e-eeuwse Europese kunst, waaronder werken van Wassily Kandinsky, medeoprichter van Der Blaue Reiter, de Russische constructivist Vladimir Tatlin, de beeldhouwer Constantin Brâncuși en Alexander Calder, maar ook op-art en popart, minimal art en arte povera. Het museumterrein is een verlaten lanceerbasis voor kernwapens van de NAVO uit de Koude Oorlog, waarop naast een aantal oude barakken, bunkers en een wachttoren, nu ook verschillende nieuwe gebouwen staan.
Ando werkte voor dit museum met eenvoudige ruimtelijke figuren, zoals cilinder, kubus en balk. Hij bouwde een vleugel als een betonnen kluis van 43 bij 4,90 m in een glazen mantel, geïnspireerd op de traditionele Japanse enawa of veranda, in het midden van een waterpartij. De Japanse collectie hangt als voor de eeuwigheid in deze afgesloten ruimte met topstukken uit de vroeg-18e-eeuwse Edoperiode. De tweede tot op 6 m diepte ingegraven vleugel staat er dwars op en huisvest de 20e-eeuwse kunstwerken, met onder meer stoelen van Maarten Van Severen (1956-2005). Ando creëerde een museum als een omgeving met een ingehouden dialoog tussen gebouw en natuur. Ando's gebouwen ogen, ondanks de fors bemeten betonnen wanden, heel licht.

Langen Foundation, Neuss, Duitsland
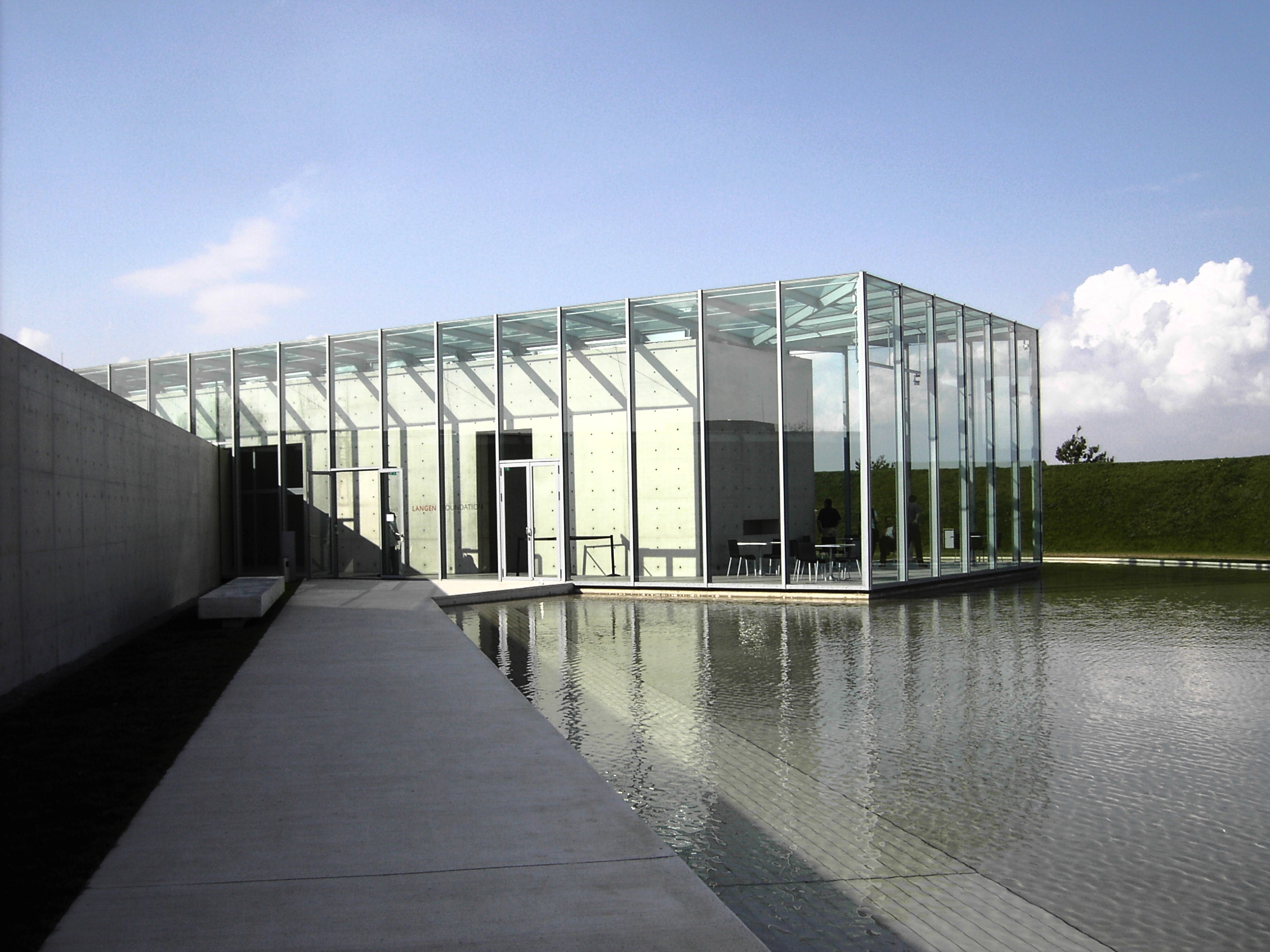
Transparant met een binnenruimte
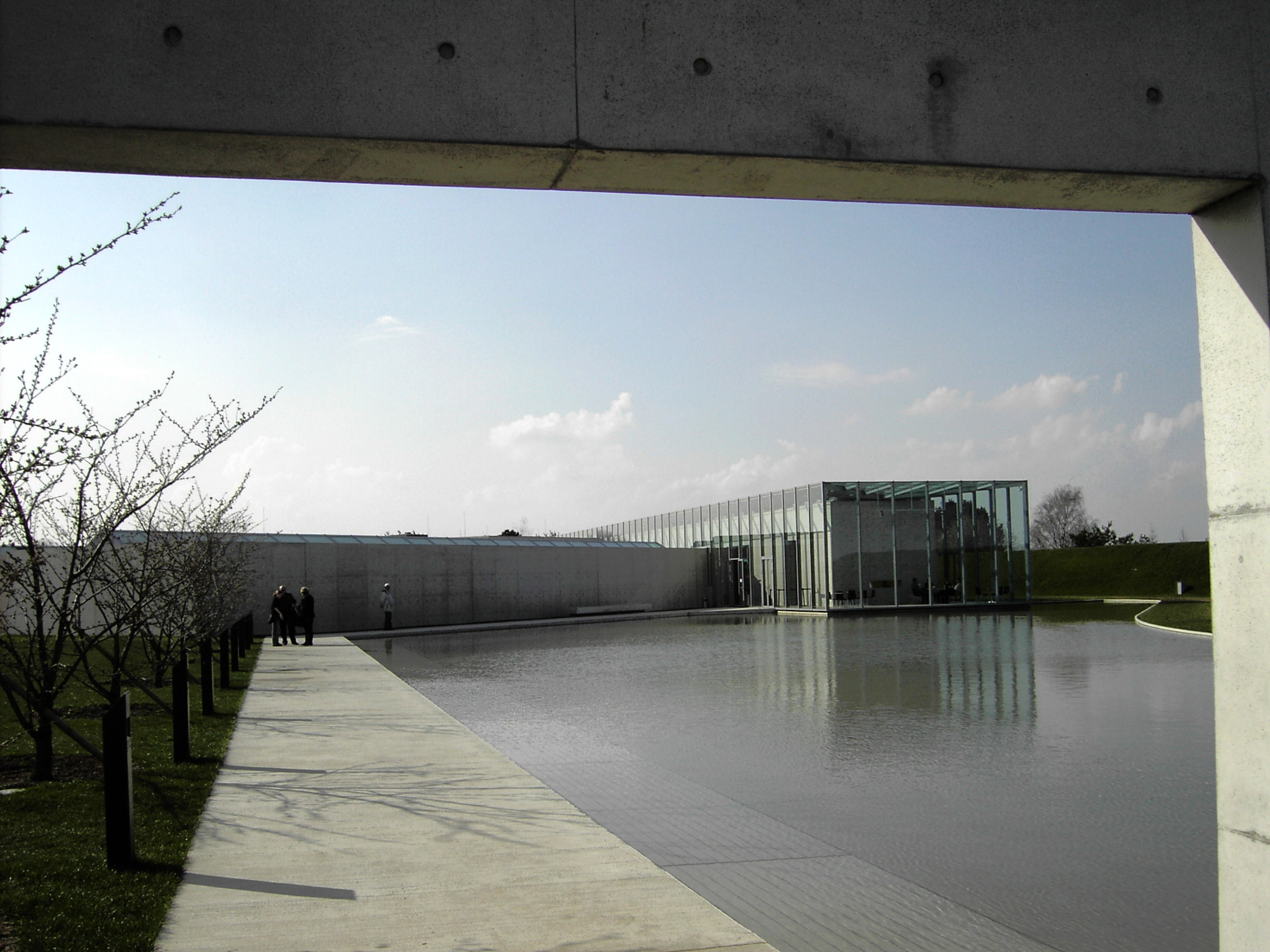
Waterpartij
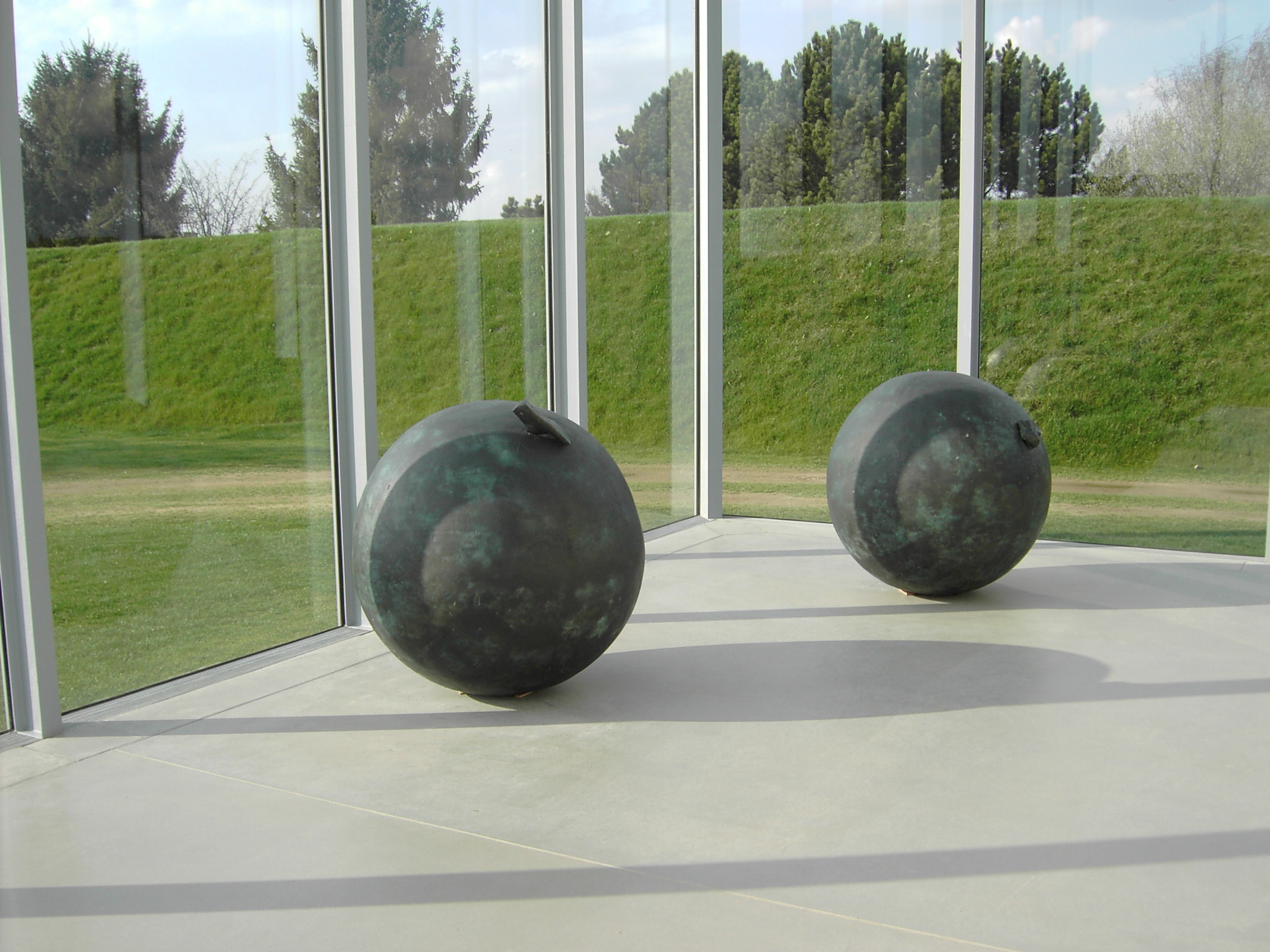
Oude spoordijk op de achtergrond

## Kenmerken architectuur Tadao Ando
Alle kenmerken van Ando's architectuur vindt men terug in het Museum Langen Foundation:
- een uitgedachte driedimensionele ordening van eenvoudige zich vaak herhalende bouwvolumes met een voetpad heen het geheel heen, een verwijzing naar Le Corbusiers promenade architecturale
- een gedoseerde en vindingrijke aanwending van de natuurelementen zoals licht: meegaand-, tegen- en strijklicht, wind, water en taluds met grond.
- een bestudeerde inplanting van het gebouw met een groot inlevingsvermogen voor de plek of de locatie
- een perfecte uitvoering met een bijzondere voorliefde voor ter plaatse gestorte betonarchitectuur

## Websites
- Art Institute of Chicago. Tadao Ando.
- Langen Foundation

- Bibsys: 90395154
- Biblioteca Nacional de España: XX953906
- Bibliothèque nationale de France: cb135591060 (data)
- Catàleg d'autoritats de noms i títols de Catalunya: 981058512023706706
- CiNii: DA01655581
- Gemeinsame Normdatei: 118895028
- International Standard Name Identifier: 0000 0001 2147 2654
- Library of Congress Control Number: n82130882
- Nationale Bibliotheek van Letland: 000223716
- Bibliotheek van het Japanse parlement: 00132749
- Nationale Bibliotheek van Tsjechië: stk2007383165
- Nationale bibliotheek van Australië: 35206946
- Nationale Bibliotheek van Israël: 987007297069305171
- Nationale Bibliotheek van Polen: a0000002251057
- Nationale en Universitaire bibliotheek Zagreb: 000471714
- Nederlandse Thesaurus van Auteursnamen: 071001069
- Réseau des bibliothèques de Suisse occidentale: 02-A021649111
- RKD-Nederlands Instituut voor Kunstgeschiedenis: 133554
- SNAC: w6029hfz
- Système universitaire de documentation: 052503879
- Trove: 865087
- Union List of Artist Names: 500034032
- Virtual International Authority File: 109158630
- WorldCat: E39PBJkT4FtV4PVCq9kcHg69Xd

Philip Johnson (1979) · Luis Barragán (1980) · James Stirling (1981) · Kevin Roche (1982) · I.M. Pei (1983) · Richard Meier (1984) · Hans Hollein (1985) · Gottfried Böhm (1986) · Kenzo Tange (1987) · Gordon Bunshaft en Oscar Niemeyer (1988) · Frank Gehry (1989) · Aldo Rossi (1990) · Robert Venturi (1991) · Álvaro Siza (1992) · Fumihiko Maki (1993) · Christian de Portzamparc (1994) · Tadao Ando (1995) · Rafael Moneo (1996) · Sverre Fehn (1997) · Renzo Piano (1998) · Norman Foster (1999) · Rem Koolhaas (2000) · Herzog & de Meuron (2001) · Glenn Murcutt (2002) · Jørn Utzon (2003) · Zaha Hadid (2004) · Thom Mayne (2005) · Paulo Mendes da Rocha (2006) · Richard Rogers (2007) · Jean Nouvel (2008) · Peter Zumthor (2009) · Kazuyo Sejima en Ryue Nishizawa (SANAA) (2010) · Eduardo Souto de Moura (2011) · Wang Shu (2012) · Toyo Ito (2013) · Shigeru Ban (2014) · Frei Otto (2015) · Alejandro Aravena (2016) · Rafael Aranda, Carme Pigem en Ramon Vilalta (RCR Arquitectes) (2017) · Balkrishna Doshi (2018) · Arata Isozaki (2019) · Grafton Architects (2020) · Anne Lacaton en Jean-Philippe Vassal (2021) · Francis Kéré (2022) · David Chipperfield (2023)